# Torneo Apertura 2022 de Segunda División de Honduras
 El Torneo Apertura 2022 de Segunda División de Honduras fue la edición número 73 de la máxima categoría de ascenso.

## Bases de Competencia
La Liga Nacional de Ascenso está dividida en seis grupos: La Zona Insular (Grupo A1-A2) comprende los departamentos de Atlántida, Yoro y Colón. La Zona Occidental (Grupo B) comprende los departamentos de Copán y Santa Bárbara. La Zona Norte (Grupo C) comprende los departamentos de Cortés y Comayagua. y La Zona Centro Sur Oriente (Grupo D1-D2) comprende los departamentos de Olancho, Francisco Morazán, El Paraíso y Choluteca. 

### Fase final
La fase final se definirá por las siguientes etapas:
- Octavos de final
- Cuartos de final
- Semifinales
- Final

Dentro del marco de esta competencia, los 2 primeros equipos mejor ubicados en cada grupo, más 4 mejores terceros clasifican a instancias de Octavos de final. Los equipos se miden de la siguiente manera: 
|  | Octavos de final                 | Octavos de final                 |  |  | Cuartos de final | Cuartos de final |  |  | Semifinales | Semifinales |  |  | Final | Final |
|  |                                  |                                  |  |  |                  |                  |  |  |             |             |  |  |       |       |
|  |                                  |                                  |  |  |                  |                  |  |  |             |             |  |  |       |       |
|  |                                  |                                  |  |  |                  |                  |  |  |             |             |  |  |       |       |
|  | 1 Grupo D-2                      |                                  |  |  |                  |                  |  |  |             |             |  |  |       |       |
|  |                                  |                                  |  |  |                  |                  |  |  |             |             |  |  |       |       |
|  | Mejor Tercer Lugar A1/A2         |                                  |  |  |                  |                  |  |  |             |             |  |  |       |       |
|  | Ganador llave'1 Octavos de Final |                                  |  |  |                  |                  |  |  |             |             |  |  |       |       |
|  |                                  |                                  |  |  |                  |                  |  |  |             |             |  |  |       |       |
|  |                                  | Ganador llave'2 Octavos de Final |  |  |                  |                  |  |  |             |             |  |  |       |       |
|  | Mejor 2 Grupo B/D-1              |                                  |  |  |                  |                  |  |  |             |             |  |  |       |       |
|  |                                  |                                  |  |  |                  |                  |  |  |             |             |  |  |       |       |
|  | Peor 2 Grupo A-1/A-2             |                                  |  |  |                  |                  |  |  |             |             |  |  |       |       |
|  | Ganador llave'1 Cuartos de Final |                                  |  |  |                  |                  |  |  |             |             |  |  |       |       |
|  |                                  |                                  |  |  |                  |                  |  |  |             |             |  |  |       |       |
|  |                                  | Ganador llave'2 Cuartos de Final |  |  |                  |                  |  |  |             |             |  |  |       |       |
|  | Mejor 1 Grupo B/D-1              |                                  |  |  |                  |                  |  |  |             |             |  |  |       |       |
|  |                                  |                                  |  |  |                  |                  |  |  |             |             |  |  |       |       |
|  | 3 Grupo C                        |                                  |  |  |                  |                  |  |  |             |             |  |  |       |       |
|  | Ganador llave'3 Octavos de Final |                                  |  |  |                  |                  |  |  |             |             |  |  |       |       |
|  |                                  |                                  |  |  |                  |                  |  |  |             |             |  |  |       |       |
|  |                                  | Ganador llave'4 Octavos de Final |  |  |                  |                  |  |  |             |             |  |  |       |       |
|  | Peor 1 Grupo A-1/A-2             |                                  |  |  |                  |                  |  |  |             |             |  |  |       |       |
|  |                                  |                                  |  |  |                  |                  |  |  |             |             |  |  |       |       |
|  | 2 Grupo D-2                      |                                  |  |  |                  |                  |  |  |             |             |  |  |       |       |
|  | Ganador llave'1 Semifinales      |                                  |  |  |                  |                  |  |  |             |             |  |  |       |       |
|  |                                  |                                  |  |  |                  |                  |  |  |             |             |  |  |       |       |
|  |                                  | Ganador llave'2 Semifinales      |  |  |                  |                  |  |  |             |             |  |  |       |       |
|  | 1 Grupo C                        |                                  |  |  |                  |                  |  |  |             |             |  |  |       |       |
|  |                                  |                                  |  |  |                  |                  |  |  |             |             |  |  |       |       |
|  | Mejor 3 del Grupo B/D-1          |                                  |  |  |                  |                  |  |  |             |             |  |  |       |       |
|  | Ganador llave'5 Octavos de Final |                                  |  |  |                  |                  |  |  |             |             |  |  |       |       |
|  |                                  |                                  |  |  |                  |                  |  |  |             |             |  |  |       |       |
|  |                                  | Ganador llave'6 Octavos de Final |  |  |                  |                  |  |  |             |             |  |  |       |       |
|  | Mejor 2 Grupo A-1/A-2            |                                  |  |  |                  |                  |  |  |             |             |  |  |       |       |
|  |                                  |                                  |  |  |                  |                  |  |  |             |             |  |  |       |       |
|  | Peor 2 Grupo B/D-1               |                                  |  |  |                  |                  |  |  |             |             |  |  |       |       |
|  | Ganador llave'3 Cuartos de Final |                                  |  |  |                  |                  |  |  |             |             |  |  |       |       |
|  |                                  |                                  |  |  |                  |                  |  |  |             |             |  |  |       |       |
|  |                                  | Ganador llave'4 Cuartos de Final |  |  |                  |                  |  |  |             |             |  |  |       |       |
|  | Mejor 1 Grupo A-1/A-2            |                                  |  |  |                  |                  |  |  |             |             |  |  |       |       |
|  |                                  |                                  |  |  |                  |                  |  |  |             |             |  |  |       |       |
|  | 3 del Grupo D-2                  |                                  |  |  |                  |                  |  |  |             |             |  |  |       |       |
|  | Ganador llave'7 Octavos de Final |                                  |  |  |                  |                  |  |  |             |             |  |  |       |       |
|  |                                  |                                  |  |  |                  |                  |  |  |             |             |  |  |       |       |
|  |                                  | Ganador llave'8 Octavos de Final |  |  |                  |                  |  |  |             |             |  |  |       |       |
|  | Peor 1 Grupo B/D-1               |                                  |  |  |                  |                  |  |  |             |             |  |  |       |       |
|  |                                  |                                  |  |  |                  |                  |  |  |             |             |  |  |       |       |
|  | 2 Grupo C                        |                                  |  |  |                  |                  |  |  |             |             |  |  |       |       |
|  |                                  |                                  |  |  |                  |                  |  |  |             |             |  |  |       |       |

Cada uno de estos 16 equipos se enfrentarán en dos partidos (ida y vuelta) Cerrando en casa el mejor equipo ubicado en la tabla.
El que logre anotar el mayor número de goles obtendrá un cupo en los «cuartos de final». De existir empate en el número de puntos y de goles anotados, se jugarán 2 tiempos extras de 15 minutos cada uno y de persistir el empate,se jugará una tanda de penales hasta que haya un clasificado. 
Para la fase de cuartos de final se enfrentarán los 8 equipos ganadores de los octavos de final en 2 partidos (ida y vuelta). Cerrando en casa el mejor equipo ubicado en la tabla general.
El que logre anotar el mayor número de goles obtendrá un cupo en las «semifinales». De existir empate en el número de puntos y de goles anotados, se jugarán 2 tiempos extras de 15 minutos cada uno y de persistir el empate,se jugará una tanda de penales hasta que haya un clasificado. 
Para la fase de semifinales se enfrentaran los 4 equipos ganadores de los cuartos de final en 2 partidos (ida y vuelta). La localía para el partido de vuelta se decidirá mediante un sorteo realizado por la Liga de Ascenso. Pasa a la «final» el equipo que logre anotar el mayor número de goles. De persistir un empate en la diferencia de goles y número de puntos, se jugarán 2 tiempos extra de 15 minutos cada uno, y de seguir el empate se decidirá a través de una tanda de penales hasta que haya un ganador.
Disputarán el título de Campeón del Torneo de Apertura 2022 los dos clubes vencedores de la fase semifinal correspondiente. La localía en el partido de vuelta se definirá mediante un sorteo realizado por la liga de ascenso. 
El campeón será el equipo que logre anotar el mayor número de goles. De persistir el empate en la diferencia de goles. Se jugarán 2 tiempos extra de 15 minutos cada uno. Y de persistir el empate se jugará una tanda de penales para definir al Campeón. 
El campeón se asegura un puesto en la Final de Ascenso a la Liga Nacional.

## Equipos participantes
| Pos. | Descendido de la Liga Nacional 2021-22 |
| ---- | -------------------------------------- |
| 10.º | Platense                               |

| Pos. | Ascendido a la Liga Nacional 2022-23 |
| ---- | ------------------------------------ |
| 1.º  | Olancho FC                           |

| Pos.                        | Ascendidos desde la Liga Mayor |
| --------------------------- | ------------------------------ |
| 1.º Zona Nor-Occidental     | Pumas F.C.                     |
| 1.º Zona Centro-Sur-Oriente | San Rafael                     |

| Pos. | Descendidos a la Liga Mayor |
| ---- | --------------------------- |
| 32.  | Lepaera (Desafiliado)       |

- El Deportes Savio cambió su sede desde Santa Rosa de Copán hacia Florida.
- El Atlético Esperanzano prestó su categoría al Oro Verde de Santa Rita, Yoro.
- El Meluca FC de Campamento, Olancho, compró la categoría del Cedrito FC de Orocuina, Choluteca
- El F.C Buenaventura de Ojojona, F.M. compró la Categoría del F.C Nacional de El Pino, Atlantida.
- El Atlético Choloma cambió su nombre a Club Deportivo Choloma.
- El Olimpia Occidental cambia su nombre a León de Occidente.

### Campeonato de Ascenso

#### Grupo A-1
| Equipo       | Ciudad              | Estadio                          | Capacidad |
| ------------ | ------------------- | -------------------------------- | --------- |
| Boca Juniors | Tocoa, Colón        | Estadio Francisco Martínez Durón |           |
| FC Alvarado  | La Ceiba, Atlántida | Estadio Ceibeño                  |           |
| Social Sol   | Olanchito, Yoro     | Estadio San Jorge                |           |
| Sabá FC      | Sabá, Colón         | Estadio Municipal de Sabá        |           |
| Yoro FC      | Yoro, Yoro          | Estadio Olímpico Yoreño          |           |

#### Grupo A-2
| Equipo          | Ciudad                     | Estadio                    | Capacidad |
| --------------- | -------------------------- | -------------------------- | --------- |
| Santa Rosa FC   | La Masica, Atlántida       | Estadio Masiqueño          |           |
| Atlético Junior | El Negrito, Yoro           | Gonzalo Maldonado          |           |
| San José Clash  | San Juan Pueblo, Atlántida | Estadio Carlos Calderón    |           |
| Tela FC         | Tela, Atlántida            | Estadio Alfredo León Gómez |           |
| Oro Verde FC    | Santa Rita, Yoro           | Estadio Leonel Espinoza    |           |

#### Grupo B
| Equipo            | Ciudad                       | Estadio                        | Capacidad |
| ----------------- | ---------------------------- | ------------------------------ | --------- |
| Real Juventud     | Santa Bárbara, Santa Bárbara | Estadio Argelio Sabillón       |           |
| San Juan Huracán  | Quimistán, Santa Bárbara     | Estadio Domingo Ortega         |           |
| León de Occidente | La Entrada, Copán            | Estadio Las Alsacias           |           |
| Deportes Savio    | Florida, Copán               | Estadio Municipal de Florida   |           |
| Pumas FC          | Las Vegas, Santa Bárbara     | Estadio Municipal de Las Vegas |           |

#### Grupo C
| Equipo                 | Ciudad                  | Estadio                        | Capacidad |
| ---------------------- | ----------------------- | ------------------------------ | --------- |
| Platense               | Puerto Cortés, Cortés   | Estadio Excelsior              |           |
| CD Choloma             | Choloma, Cortés         | Estadio Rubén Deras            |           |
| Parrillas One          | La Lima, Cortés         | Estadio Luis Girón             |           |
| Lone FC                | San Pedro Sula, Cortés  | Estadio Olímpico Metropolitano |           |
| Villanueva FC          | Villanueva, Cortés      | Estadio José Adrián Cruz       |           |
| Atlético Independiente | Siguatepeque, Comayagua | Estadio Roberto Martínez Ávila |           |

#### Grupo D-1
| Equipo          | Ciudad                     | Estadio                        | Capacidad |
| --------------- | -------------------------- | ------------------------------ | --------- |
| Génesis         | Comayagua, Comayagua       | Estadio Carlos Miranda         |           |
| AFFI Academia   | Choluteca, Choluteca       | Estadio Emilio Williams Agasse |           |
| Inter           | El Triunfo, Choluteca      | Estadio Sinaí                  |           |
| Broncos         | Choluteca, Choluteca       | Estadio Emilio Williams Agasse |           |
| FC Buenaventura | Ojojona, Francisco Morazán | Estadio Emilio Larach          |           |

#### Grupo D-2
| Equipo        | Ciudad                         | Estadio                         | Capacidad |
| ------------- | ------------------------------ | ------------------------------- | --------- |
| Juticalpa FC  | Juticalpa, Olancho             | Estadio Juan Ramón Brevé        |           |
| Estrella Roja | Danlí, El Paraíso              | Estadio Marcelo Tinoco          |           |
| Arsenal Sao   | Cantarranas, Francisco Morazán | Estadio Francisco Gaitán Agüero |           |
| Gimnástico    | Tegucigalpa, Francisco Morazán | Estadio Emilio Larach           |           |
| San Rafael    | El Pedernal, Francisco Morazán | Estadio Maturave El Pedernal    |           |
| Meluca FC     | Campamento, Olancho            | Estadio Cornelio Santos         |           |

## Grupo A-1
| Pos. | Equipo        | Pts. | PJ | G | E | P | GF | GC | Dif. | Clasificación    |
| ---- | ------------- | ---- | -- | - | - | - | -- | -- | ---- | ---------------- |
| 1    | Social Sol    | 16   | 8  | 5 | 1 | 2 | 13 | 10 | +3   | Octavos de final |
| 2    | Sabá FC       | 12   | 8  | 3 | 3 | 2 | 8  | 8  | 0    | Octavos de final |
| 3    | Yoro FC       | 10   | 8  | 2 | 4 | 2 | 11 | 12 | −1   |                  |
| 4    | Boca Juniors  | 8    | 8  | 1 | 5 | 2 | 8  | 8  | 0    |                  |
| 5    | F.C. Alvarado | 6    | 8  | 1 | 3 | 4 | 6  | 8  | −2   |                  |

Actualizado a los partidos jugados el 23 de octubre de 2022.
 Fuente: Vip Deportes

### Resultados
| Jornada 1         | Jornada 1 | Jornada 1     | Jornada 1         | Jornada 1    | Jornada 1 |
| Local             | Resultado | Visitante     | Estadio           | Fecha        | Hora      |
| ----------------- | --------- | ------------- | ----------------- | ------------ | --------- |
| Yoro F.C.         | 1 - 1     | F.C. Alvarado | Olímpico Yoreño   | 20 de agosto | 19:00     |
| Sabá F.C.         | 0 - 0     | Boca Juniors  | Municipal de Sabá | 21 de agosto | 14:00     |
| Total de goles: 2 |           |               |                   |              |           |

| Jornada 2         | Jornada 2 | Jornada 2  | Jornada 2          | Jornada 2    | Jornada 2 |
| Local             | Resultado | Visitante  | Estadio            | Fecha        | Hora      |
| ----------------- | --------- | ---------- | ------------------ | ------------ | --------- |
| Boca Juniors      | 3 - 1     | Yoro F.C.  | Francisco Martinez | 27 de agosto | 19:00     |
| F.C. Alvarado     | 1 - 2     | Social Sol | Ceibeño            | 28 de agosto | 15:00     |
| Total de goles: 7 |           |            |                    |              |           |

| Jornada 3         | Jornada 3 | Jornada 3    | Jornada 3       | Jornada 3       | Jornada 3 |
| Local             | Resultado | Visitante    | Estadio         | Fecha           | Hora      |
| ----------------- | --------- | ------------ | --------------- | --------------- | --------- |
| Social Sol        | 2 - 1     | Boca Juniors | San Jorge       | 3 de septiembre | 19:00     |
| Yoro F.C.         | 1 - 1     | Sabá F.C.    | Olímpico Yoreño | 3 de septiembre | 19:00     |
| Total de goles: 5 |           |              |                 |                 |           |

| Jornada 4         | Jornada 4 | Jornada 4    | Jornada 4 | Jornada 4        | Jornada 4 |
| Local             | Resultado | Visitante    | Estadio   | Fecha            | Hora      |
| ----------------- | --------- | ------------ | --------- | ---------------- | --------- |
| Social Sol        | 1 - 1     | Boca Juniors | San Jorge | 10 de septiembre | 19:00     |
| F.C Alvarado      | 0 - 2     | Sabá F.C.    | Ceibeño   | 11 de septiembre | 15:00     |
| Total de goles: 4 |           |              |           |                  |           |

| Jornada 5         | Jornada 5 | Jornada 5     | Jornada 5          | Jornada 5        | Jornada 5 |
| Local             | Resultado | Visitante     | Estadio            | Fecha            | Hora      |
| ----------------- | --------- | ------------- | ------------------ | ---------------- | --------- |
| Boca Juniors      | 1 - 1     | F.C. Alvarado | Francisco Martínez | 17 de septiembre | 15:00     |
| Sabá F.C.         | 3 - 2     | Social Sol    | Municipal de Sabá  | 18 de septiembre | 15:00     |
| Total de goles: 7 |           |               |                    |                  |           |

| Jornada 6         | Jornada 6 | Jornada 6 | Jornada 6          | Jornada 6        | Jornada 6 |
| Local             | Resultado | Visitante | Estadio            | Fecha            | Hora      |
| ----------------- | --------- | --------- | ------------------ | ---------------- | --------- |
| Boca Juniors      | 0 - 0     | Sabá F.C. | Francisco Martínez | 25 de septiembre | 14:00     |
| F.C. Alvarado     | 0 - 1     | Yoro F.C. | Ceibeño            | 25 de septiembre | 15:00     |
| Total de goles: 1 |           |           |                    |                  |           |

| Jornada 7         | Jornada 7 | Jornada 7     | Jornada 7       | Jornada 7    | Jornada 7 |
| Local             | Resultado | Visitante     | Estadio         | Fecha        | Hora      |
| ----------------- | --------- | ------------- | --------------- | ------------ | --------- |
| Social Sol        | 1 - 0     | F.C. Alvarado | San Jorge       | 1 de octubre | 19:00     |
| Yoro F.C.         | 2 - 2     | Boca Juniors  | Olímpico Yoreño | 2 de octubre | 15:00     |
| Total de goles: 5 |           |               |                 |              |           |

| Jornada 8         | Jornada 8 | Jornada 8  | Jornada 8          | Jornada 8     | Jornada 8 |
| Local             | Resultado | Visitante  | Estadio            | Fecha         | Hora      |
| ----------------- | --------- | ---------- | ------------------ | ------------- | --------- |
| Boca Juniors      | 1 - 2     | Social Sol | Francisco Martínez | 19 de octubre | 14:00     |
| Sabá F.C.         | 2 - 1     | Yoro F.C.  | Municipal de Sabá  | 20 de octubre | 15:00     |
| Total de goles: 6 |           |            |                    |               |           |

| Jornada 9         | Jornada 9 | Jornada 9     | Jornada 9         | Jornada 9     | Jornada 9 |
| Local             | Resultado | Visitante     | Estadio           | Fecha         | Hora      |
| ----------------- | --------- | ------------- | ----------------- | ------------- | --------- |
| Yoro F.C.         | 3 - 2     | Social Sol    | Olímpico Yoreño   | 15 de octubre | 19:00     |
| Sabá F.C.         | 0 - 3     | F.C. Alvarado | Municipal de Sabá | 16 de octubre | 15:00     |
| Total de goles: 8 |           |               |                   |               |           |

| Jornada 10        | Jornada 10 | Jornada 10   | Jornada 10 | Jornada 10    | Jornada 10 |
| Local             | Resultado  | Visitante    | Estadio    | Fecha         | Hora       |
| ----------------- | ---------- | ------------ | ---------- | ------------- | ---------- |
| Social Sol        | 1 - 0      | Sabá F.C.    | San Jorge  | 23 de octubre | 15:00      |
| F.C. Alvarado     | 0 - 0      | Boca Juniors | Ceibeño    | 23 de octubre | 15:00      |
| Total de goles: 1 |            |              |            |               |            |

## Grupo A-2
| Pos. | Equipo          | Pts. | PJ | G | E | P | GF | GC | Dif. | Clasificación    |
| ---- | --------------- | ---- | -- | - | - | - | -- | -- | ---- | ---------------- |
| 1    | Santa Rosa F.C. | 18   | 8  | 6 | 0 | 2 | 14 | 10 | +4   | Octavos de final |
| 2    | Oro Verde       | 11   | 8  | 3 | 2 | 3 | 13 | 12 | +1   | Octavos de final |
| 3    | San José Clash  | 10   | 8  | 3 | 1 | 4 | 14 | 14 | 0    | Octavos de final |
| 4    | Atlético Junior | 10   | 8  | 3 | 1 | 4 | 10 | 11 | −1   |                  |
| 5    | Tela F.C.       | 9    | 8  | 3 | 0 | 5 | 14 | 18 | −4   |                  |

Actualizado a los partidos jugados el 23 de octubre de 2022.
 Fuente: Vip Deportes

### Resultados
| Jornada 1         | Jornada 1 | Jornada 1      | Jornada 1          | Jornada 1    | Jornada 1 |
| Local             | Resultado | Visitante      | Estadio            | Fecha        | Hora      |
| ----------------- | --------- | -------------- | ------------------ | ------------ | --------- |
| Tela F.C.         | 2 - 0     | San José Clash | Alfredo León Gómez | 21 de agosto | 15:00     |
| Santa Rosa F.C.   | 2 - 1     | Oro Verde      | Masiqueño          | 21 de agosto | 15:00     |
| Total de goles: 5 |           |                |                    |              |           |

| Jornada 2         | Jornada 2 | Jornada 2       | Jornada 2       | Jornada 2    | Jornada 2 |
| Local             | Resultado | Visitante       | Estadio         | Fecha        | Hora      |
| ----------------- | --------- | --------------- | --------------- | ------------ | --------- |
| Oro Verde         | 1 - 1     | Atlético Junior | Leonel Espinoza | 28 de agosto | 15:00     |
| San José Clash    | 5 - 1     | Santa Rosa F.C. | Carlos Calderón | 28 de agosto | 15:00     |
| Total de goles: 8 |           |                 |                 |              |           |

| Jornada 3          | Jornada 3 | Jornada 3      | Jornada 3         | Jornada 3       | Jornada 3 |
| Local              | Resultado | Visitante      | Estadio           | Fecha           | Hora      |
| ------------------ | --------- | -------------- | ----------------- | --------------- | --------- |
| Atlético Junior    | 1 - 3     | San José Clash | Gonzalo Maldonado | 3 de septiembre | 15:00     |
| Santa Rosa F.C.    | 5 - 1     | Tela F.C.      | Masiqueño         | 3 de septiembre | 15:00     |
| Total de goles: 10 |           |                |                   |                 |           |

| Jornada 4         | Jornada 4 | Jornada 4       | Jornada 4       | Jornada 4        | Jornada 4 |
| Local             | Resultado | Visitante       | Estadio         | Fecha            | Hora      |
| ----------------- | --------- | --------------- | --------------- | ---------------- | --------- |
| Oro Verde         | 3 - 2     | Tela F.C.       | Leonel Espinoza | 10 de septiembre | 15:00     |
| Santa Rosa F.C.   | 1 - 0     | Atlético Junior | Masiqueño       | 11 de septiembre | 15:00     |
| Total de goles: 6 |           |                 |                 |                  |           |

| Jornada 5         | Jornada 5 | Jornada 5       | Jornada 5          | Jornada 5        | Jornada 5 |
| Local             | Resultado | Visitante       | Estadio            | Fecha            | Hora      |
| ----------------- | --------- | --------------- | ------------------ | ---------------- | --------- |
| San José Clash    | 1 - 1     | Oro Verde       | Carlos Calderón    | 18 de septiembre | 15:00     |
| Tela F.C.         | 2 - 1     | Atlético Junior | Alfredo León Gómez | 18 de septiembre | 15:00     |
| Total de goles: 5 |           |                 |                    |                  |           |

| Jornada 6         | Jornada 6 | Jornada 6       | Jornada 6       | Jornada 6        | Jornada 6 |
| Local             | Resultado | Visitante       | Estadio         | Fecha            | Hora      |
| ----------------- | --------- | --------------- | --------------- | ---------------- | --------- |
| San José Clash    | 4 - 3     | Tela F.C.       | Carlos Calderón | 24 de septiembre | 16:00     |
| Oro Verde         | 0 - 1     | Santa Rosa F.C. | Leonel Espinoza | 25 de septiembre | 15:30     |
| Total de goles: 8 |           |                 |                 |                  |           |

| Jornada 7         | Jornada 7 | Jornada 7      | Jornada 7         | Jornada 7    | Jornada 7 |
| Local             | Resultado | Visitante      | Estadio           | Fecha        | Hora      |
| ----------------- | --------- | -------------- | ----------------- | ------------ | --------- |
| Atletico Junior   | 2 - 0     | Tela F.C.      | Gonzalo Maldonado | 1 de octubre | 15:00     |
| Santa Rosa F.C.   | 1 - 0     | San José Clash | Masiqueño         | 2 de octubre | 15:00     |
| Total de goles: 3 |           |                |                   |              |           |

| Jornada 8         | Jornada 8 | Jornada 8       | Jornada 8          | Jornada 8     | Jornada 8 |
| Local             | Resultado | Visitante       | Estadio            | Fecha         | Hora      |
| ----------------- | --------- | --------------- | ------------------ | ------------- | --------- |
| San José Clash    | 0 - 2     | Atlético Junior | Carlos Calderón    | 8 de octubre  | 16:00     |
| Tela F.C.         | 1 - 0     | Santa Rosa F.C. | Alfredo León Gómez | 19 de octubre | 15:00     |
| Total de goles: 3 |           |                 |                    |               |           |

| Jornada 9         | Jornada 9 | Jornada 9       | Jornada 9          | Jornada 9     | Jornada 9 |
| Local             | Resultado | Visitante       | Estadio            | Fecha         | Hora      |
| ----------------- | --------- | --------------- | ------------------ | ------------- | --------- |
| Atlético Junior   | 1 - 2     | Santa Rosa F.C. | Gonzalo Maldonado  | 15 de octubre | 15:00     |
| Tela F.C.         | 2 - 3     | Oro Verde       | Alfredo León Gómez | 16 de octubre | 15:00     |
| Total de goles: 8 |           |                 |                    |               |           |

| Jornada 10        | Jornada 10 | Jornada 10     | Jornada 10        | Jornada 10    | Jornada 10 |
| Local             | Resultado  | Visitante      | Estadio           | Fecha         | Hora       |
| ----------------- | ---------- | -------------- | ----------------- | ------------- | ---------- |
| Atlético Junior   | 2 - 1      | Tela F.C.      | Gonzalo Maldonado | 23 de octubre | 15:00      |
| Oro Verde         | 3 - 1      | San José Clash | Leonel Espinoza   | 23 de octubre | 15:00      |
| Total de goles: 7 |            |                |                   |               |            |

## Grupo B
| Pos. | Equipo            | Pts. | PJ | G | E | P | GF | GC | Dif. | Clasificación    |
| ---- | ----------------- | ---- | -- | - | - | - | -- | -- | ---- | ---------------- |
| 1    | Real Juventud     | 16   | 8  | 4 | 4 | 0 | 21 | 13 | +8   | Octavos de final |
| 2    | San Juan Huracán  | 14   | 8  | 4 | 2 | 2 | 14 | 10 | +4   | Octavos de final |
| 3    | Léon de Occidente | 10   | 8  | 3 | 1 | 4 | 11 | 13 | −2   |                  |
| 4    | Deportes Savio    | 8    | 8  | 2 | 2 | 4 | 10 | 18 | −8   |                  |
| 5    | Pumas F.C.        | 7    | 8  | 2 | 1 | 5 | 11 | 13 | −2   |                  |

Actualizado a los partidos jugados el 23 de octubre de 2022.
 Fuente: Vip Deportes

### Resultados
| Jornada 1         | Jornada 1 | Jornada 1         | Jornada 1               | Jornada 1    | Jornada 1 |
| Local             | Resultado | Visitante         | Estadio                 | Fecha        | Hora      |
| ----------------- | --------- | ----------------- | ----------------------- | ------------ | --------- |
| Deportes Savio    | 1 - 1     | San Juan          | Municipal de Florida    | 21 de agosto | 15:00     |
| Pumas F.C.        | 3 - 1     | León de Occidente | Municipal de Las Vegas. | 21 de agosto | 15:00     |
| Total de goles: 6 |           |                   |                         |              |           |

| Jornada 2         | Jornada 2 | Jornada 2     | Jornada 2      | Jornada 2    | Jornada 2 |
| Local             | Resultado | Visitante     | Estadio        | Fecha        | Hora      |
| ----------------- | --------- | ------------- | -------------- | ------------ | --------- |
| León de Occidente | 2 - 2     | Real Juventud | Las Alsacias   | 27 de agosto | 14:00     |
| San Juan          | 2 - 0     | Pumas F.C.    | Domingo Ortega | 28 de agosto | 15:00     |
| Total de goles: 6 |           |               |                |              |           |

| Jornada 3          | Jornada 3 | Jornada 3      | Jornada 3              | Jornada 3       | Jornada 3 |
| Local              | Resultado | Visitante      | Estadio                | Fecha           | Hora      |
| ------------------ | --------- | -------------- | ---------------------- | --------------- | --------- |
| Real Juventud      | 3 - 2     | San Juan       | Argelio Sabillón       | 2 de septiembre | 19:30     |
| Pumas F.C.         | 4 - 1     | Deportes Savio | Municipal de Las Vegas | 3 de septiembre | 15:30     |
| Total de goles: 10 |           |                |                        |                 |           |

| Jornada 4         | Jornada 4 | Jornada 4      | Jornada 4              | Jornada 4        | Jornada 4 |
| Local             | Resultado | Visitante      | Estadio                | Fecha            | Hora      |
| ----------------- | --------- | -------------- | ---------------------- | ---------------- | --------- |
| León de Occidente | 2 - 0     | Deportes Savio | Las Alsacias           | 10 de septiembre | 14:00     |
| Pumas F.C.        | 0 - 2     | Real Juventud  | Municipal de Las Vegas | 11 de septiembre | 15:30     |
| Total de goles: 4 |           |                |                        |                  |           |

| Jornada 5         | Jornada 5 | Jornada 5         | Jornada 5            | Jornada 5        | Jornada 5 |
| Local             | Resultado | Visitante         | Estadio              | Fecha            | Hora      |
| ----------------- | --------- | ----------------- | -------------------- | ---------------- | --------- |
| Deportes Savio    | 1 - 1     | Real Juventud     | Municipal de Florida | 18 de septiembre | 14:00     |
| San Juan          | 1 - 0     | León de Occidente | Domingo Ortega       | 18 de septiembre | 15:00     |
| Total de goles: 3 |           |                   |                      |                  |           |

| Jornada 6         | Jornada 6 | Jornada 6      | Jornada 6      | Jornada 6        | Jornada 6 |
| Local             | Resultado | Visitante      | Estadio        | Fecha            | Hora      |
| ----------------- | --------- | -------------- | -------------- | ---------------- | --------- |
| León de Occidente | 2 - 1     | Pumas F.C.     | Las Alsacias   | 25 de septiembre | 14:00     |
| San Juan          | 3 - 1     | Deportes Savio | Domingo Ortega | 25 de septiembre | 15:00     |
| Total de goles: 7 |           |                |                |                  |           |

| Jornada 7         | Jornada 7 | Jornada 7         | Jornada 7              | Jornada 7        | Jornada 7 |
| Local             | Resultado | Visitante         | Estadio                | Fecha            | Hora      |
| ----------------- | --------- | ----------------- | ---------------------- | ---------------- | --------- |
| Real Juventud     | 3 - 1     | León de Occidente | Argelio Sabillón       | 30 de septiembre | 19:30     |
| Pumas F.C.        | 1 - 2     | San Juan          | Municipal de Las Vegas | 1 de octubre     | 15:30     |
| Total de goles: 7 |           |                   |                        |                  |           |

| Jornada 8         | Jornada 8 | Jornada 8     | Jornada 8            | Jornada 8     | Jornada 8 |
| Local             | Resultado | Visitante     | Estadio              | Fecha         | Hora      |
| ----------------- | --------- | ------------- | -------------------- | ------------- | --------- |
| Deportes Savio    | 1 - 0     | Pumas F.C.    | Municipal de Florida | 19 de octubre | 15:00     |
| San Juan          | 2 - 2     | Real Juventud | Domingo Ortega       | 19 de octubre | 19:30     |
| Total de goles: 5 |           |               |                      |               |           |

| Jornada 9         | Jornada 9 | Jornada 9         | Jornada 9            | Jornada 9     | Jornada 9 |
| Local             | Resultado | Visitante         | Estadio              | Fecha         | Hora      |
| ----------------- | --------- | ----------------- | -------------------- | ------------- | --------- |
| Deportes Savio    | 2 - 1     | León de Occidente | Municipal de Florida | 14 de octubre | 15:00     |
| Real Juventud     | 2 - 2     | Pumas F.C.        | Argelio Sabillón     | 14 de octubre | 19:30     |
| Total de goles: 7 |           |                   |                      |               |           |

| Jornada 10         | Jornada 10 | Jornada 10     | Jornada 10       | Jornada 10    | Jornada 10 |
| Local              | Resultado  | Visitante      | Estadio          | Fecha         | Hora       |
| ------------------ | ---------- | -------------- | ---------------- | ------------- | ---------- |
| Real Juventud      | 6 - 3      | Deportes Savio | Argelio Sabillón | 23 de octubre | 15:00      |
| León de Occidente  | 2 - 1      | San Juan       | Las Alsacias     | 23 de octubre | 15:00      |
| Total de goles: 12 |            |                |                  |               |            |

## Grupo C
| Pos. | Equipo                 | Pts. | PJ | G | E | P | GF | GC | Dif. | Clasificación    |
| ---- | ---------------------- | ---- | -- | - | - | - | -- | -- | ---- | ---------------- |
| 1    | Lone F.C.              | 25   | 10 | 8 | 1 | 1 | 25 | 10 | +15  | Octavos de final |
| 2    | Platense               | 18   | 10 | 5 | 3 | 2 | 17 | 15 | +2   | Octavos de final |
| 3    | Parrillas One          | 16   | 10 | 5 | 1 | 4 | 16 | 8  | +8   | Octavos de final |
| 4    | Atlético Independiente | 12   | 10 | 3 | 3 | 4 | 12 | 19 | −7   |                  |
| 5    | Choloma                | 9    | 10 | 2 | 3 | 5 | 13 | 19 | −6   |                  |
| 6    | Villanueva F.C.        | 4    | 10 | 1 | 1 | 8 | 7  | 19 | −12  |                  |

Actualizado a los partidos jugados el 23 de octubre de 2022.
 Fuente: Vip Deportes

### Resultados
| Jornada 1              | Jornada 1 | Jornada 1       | Jornada 1              | Jornada 1    | Jornada 1 |
| Local                  | Resultado | Visitante       | Estadio                | Fecha        | Hora      |
| ---------------------- | --------- | --------------- | ---------------------- | ------------ | --------- |
| Atlético Independiente | 3 - 0     | Villanueva F.C. | Roberto Martínez Ávila | 19 de agosto | 19:00     |
| Choloma                | 1 - 3     | Parrillas One   | Rubén Deras            | 20 de agosto | 19:00     |
| Lone F.C.              | 4 - 4     | Platense        | Olímpico Metropolitano | 21 de agosto | 14:30     |
| Total de goles: 15     |           |                 |                        |              |           |

| Jornada 2         | Jornada 2 | Jornada 2              | Jornada 2              | Jornada 2    | Jornada 2 |
| Local             | Resultado | Visitante              | Estadio                | Fecha        | Hora      |
| ----------------- | --------- | ---------------------- | ---------------------- | ------------ | --------- |
| Villanueva        | 2 - 1     | Choloma                | José Adrián Cruz       | 27 de agosto | 15:30     |
| Platense          | 3 - 0     | Atlético Independiente | Excelsior              | 27 de agosto | 17:00     |
| Parrillas One     | 0 - 1     | Lone F.C.              | Olímpico Metropolitano | 28 de agosto | 15:15     |
| Total de goles: 6 |           |                        |                        |              |           |

| Jornada 3         | Jornada 3 | Jornada 3              | Jornada 3              | Jornada 3       | Jornada 3 |
| Local             | Resultado | Visitante              | Estadio                | Fecha           | Hora      |
| ----------------- | --------- | ---------------------- | ---------------------- | --------------- | --------- |
| Lone F.C.         | 2 - 1     | Villanueva F.C.        | Olímpico Metropolitano | 3 de septiembre | 15:15     |
| Choloma           | 1 - 1     | Atlético Independiente | Rubén Deras            | 3 de septiembre | 16:00     |
| Platense          | 0 - 3     | Parrillas One          | Excélsior              | 3 de septiembre | 19:00     |
| Total de goles: 8 |           |                        |                        |                 |           |

| Jornada 4         | Jornada 4 | Jornada 4              | Jornada 4              | Jornada 4        | Jornada 4 |
| Local             | Resultado | Visitante              | Estadio                | Fecha            | Hora      |
| ----------------- | --------- | ---------------------- | ---------------------- | ---------------- | --------- |
| Parrillas One     | 2 - 0     | Atlético Independiente | Olímpico Metropolitano | 10 de septiembre | 15:30     |
| Villanueva F.C.   | 0 - 1     | Platense               | José Adrián Cruz       | 10 de septiembre | 15:30     |
| Choloma           | 0 - 4     | Lone F.C.              | Rubén Deras            | 10 de septiembre | 18:00     |
| Total de goles: 7 |           |                        |                        |                  |           |

| Jornada 5              | Jornada 5 | Jornada 5       | Jornada 5              | Jornada 5        | Jornada 5 |
| Local                  | Resultado | Visitante       | Estadio                | Fecha            | Hora      |
| ---------------------- | --------- | --------------- | ---------------------- | ---------------- | --------- |
| Parrillas One          | 4 - 0     | Villanueva F.C. | Morazán                | 17 de septiembre | 15:30     |
| Choloma                | 1 - 1     | Platense        | Rubén Deras            | 17 de septiembre | 18:00     |
| Atlético Independiente | 1 - 5     | Lone F.C.       | Roberto Martínez Ávila | 17 de septiembre | 20:00     |
| Total de goles: 12     |           |                 |                        |                  |           |

| Jornada 6         | Jornada 6 | Jornada 6              | Jornada 6              | Jornada 6        | Jornada 6 |
| Local             | Resultado | Visitante              | Estadio                | Fecha            | Hora      |
| ----------------- | --------- | ---------------------- | ---------------------- | ---------------- | --------- |
| Platense          | 0 - 3     | Lone F.C.              | Excélsior              | 25 de septiembre | 17:00     |
| Parrillas One     | 2 - 0     | Choloma                | Olímpico Metropolitano | 28 de septiembre | 15:30     |
| Villanueva        | 0 - 1     | Atlético Independiente | José Adrián Cruz       | 28 de septiembre | 15:30     |
| Total de goles: 6 |           |                        |                        |                  |           |

| Jornada 7              | Jornada 7 | Jornada 7       | Jornada 7              | Jornada 7        | Jornada 7 |
| Local                  | Resultado | Visitante       | Estadio                | Fecha            | Hora      |
| ---------------------- | --------- | --------------- | ---------------------- | ---------------- | --------- |
| Lone F.C.              | 1 - 0     | Parrillas One   | Olímpico Metropolitano | 30 de septiembre | 17:30     |
| Choloma                | 3 - 2     | Villanueva F.C. | Rubén Deras            | 1 de octubre     | 16:00     |
| Atlético Independiente | 1 - 1     | Platense        | Roberto Martínez Avila | 5 de octubre     | 21:00     |
| Total de goles: 8      |           |                 |                        |                  |           |

| Jornada 8              | Jornada 8 | Jornada 8 | Jornada 8              | Jornada 8     | Jornada 8 |
| Local                  | Resultado | Visitante | Estadio                | Fecha         | Hora      |
| ---------------------- | --------- | --------- | ---------------------- | ------------- | --------- |
| Villanueva F.C.        | 0 - 1     | Lone F.C. | José Adrián Cruz       | 8 de octubre  | 15:30     |
| Atlético Independiente | 2 - 2     | Choloma   | Roberto Martínez Ávila | 19 de octubre | 19:30     |
| Parrillas One          | 1 - 2     | Platense  | Morazán                | 20 de octubre | 15:00     |
| Total de goles: 8      |           |           |                        |               |           |

| Jornada 9              | Jornada 9 | Jornada 9       | Jornada 9              | Jornada 9     | Jornada 9 |
| Local                  | Resultado | Visitante       | Estadio                | Fecha         | Hora      |
| ---------------------- | --------- | --------------- | ---------------------- | ------------- | --------- |
| Lone F.C.              | 0 - 3     | Choloma         | Morazán                | 14 de octubre | 16:00     |
| Atlético Independiente | 2 - 0     | Parrillas One   | Roberto Martínez Ávila | 14 de octubre | 19:00     |
| Platense               | 2 - 1     | Villanueva F.C. | Excélsior              | 15 de octubre | 19:00     |
| Total de goles: 8      |           |                 |                        |               |           |

| Jornada 10         | Jornada 10 | Jornada 10             | Jornada 10             | Jornada 10    | Jornada 10 |
| Local              | Resultado  | Visitante              | Estadio                | Fecha         | Hora       |
| ------------------ | ---------- | ---------------------- | ---------------------- | ------------- | ---------- |
| Lone F.C.          | 4 - 1      | Atlético Independiente | Olímpico Metropolitano | 22 de octubre | 19:00      |
| Villanueva F.C.    | 1 - 1      | Parrillas One          | José Adrián Cruz       | 23 de octubre | 15:00      |
| Platense           | 3 - 1      | Choloma                | Excélsior              | 23 de octubre | 15:00      |
| Total de goles: 11 |            |                        |                        |               |            |

## Grupo D-1
| Pos. | Equipo            | Pts. | PJ | G | E | P | GF | GC | Dif. | Clasificación    |
| ---- | ----------------- | ---- | -- | - | - | - | -- | -- | ---- | ---------------- |
| 1    | Génesis           | 17   | 8  | 5 | 2 | 1 | 13 | 5  | +8   | Octavos de final |
| 2    | Broncos           | 16   | 8  | 5 | 1 | 2 | 13 | 4  | +9   | Octavos de final |
| 3    | Inter             | 15   | 8  | 5 | 0 | 3 | 19 | 6  | +13  | Octavos de final |
| 4    | AFFI Academia     | 10   | 8  | 3 | 1 | 4 | 8  | 9  | −1   |                  |
| 5    | F.C. Buenaventura | 0    | 8  | 0 | 0 | 8 | 3  | 31 | −28  |                  |

Actualizado a los partidos jugados el 23 de octubre de 2022.
 Fuente: Vip Deportes

### Resultados
| Jornada 1         | Jornada 1 | Jornada 1 | Jornada 1     | Jornada 1    | Jornada 1 |
| Local             | Resultado | Visitante | Estadio       | Fecha        | Hora      |
| ----------------- | --------- | --------- | ------------- | ------------ | --------- |
| F.C. Buenaventura | 1 - 2     | Génesis   | Emilio Larach | 19 de agosto | 15:00     |
| Inter             | 1 - 3     | Broncos   | Sinaí         | 21 de agosto | 13:00     |
| Total de goles: 7 |           |           |               |              |           |

| Jornada 2         | Jornada 2 | Jornada 2         | Jornada 2             | Jornada 2    | Jornada 2 |
| Local             | Resultado | Visitante         | Estadio               | Fecha        | Hora      |
| ----------------- | --------- | ----------------- | --------------------- | ------------ | --------- |
| Broncos           | 3 - 0     | F.C. Buenaventura | Emilio Williams       | 26 de agosto | 19:30     |
| Génesis           | 1 - 0     | AFFI Academia     | Roberto Suazo Cordova | 28 de agosto | 15:00     |
| Total de goles: 4 |           |                   |                       |              |           |

| Jornada 3         | Jornada 3 | Jornada 3 | Jornada 3       | Jornada 3       | Jornada 3 |
| Local             | Resultado | Visitante | Estadio         | Fecha           | Hora      |
| ----------------- | --------- | --------- | --------------- | --------------- | --------- |
| F.C. Buenaventura | 0 - 5     | Inter     | Emilio Larach   | 3 de septiembre | 18:00     |
| AFFI Academia     | 1 - 0     | Broncos   | Emilio Williams | 3 de septiembre | 19:00     |
| Total de goles: 6 |           |           |                 |                 |           |

| Jornada 4         | Jornada 4 | Jornada 4     | Jornada 4             | Jornada 4        | Jornada 4 |
| Local             | Resultado | Visitante     | Estadio               | Fecha            | Hora      |
| ----------------- | --------- | ------------- | --------------------- | ---------------- | --------- |
| Génesis           | 0 - 2     | Inter         | Roberto Suazo Cordova | 11 de septiembre | 15:30     |
| F.C. Buenaventura | 0 - 1     | AFFI Academia | Emilio Larach         | 11 de septiembre | 16:00     |
| Total de goles: 3 |           |               |                       |                  |           |

| Jornada 5         | Jornada 5 | Jornada 5     | Jornada 5       | Jornada 5        | Jornada 5 |
| Local             | Resultado | Visitante     | Estadio         | Fecha            | Hora      |
| ----------------- | --------- | ------------- | --------------- | ---------------- | --------- |
| Broncos           | 1 - 1     | Génesis       | Emilio Williams | 16 de septiembre | 19:00     |
| Inter             | 2 - 1     | AFFI Academia | Sinaí           | 18 de septiembre | 13:00     |
| Total de goles: 5 |           |               |                 |                  |           |

| Jornada 6         | Jornada 6 | Jornada 6         | Jornada 6             | Jornada 6        | Jornada 6 |
| Local             | Resultado | Visitante         | Estadio               | Fecha            | Hora      |
| ----------------- | --------- | ----------------- | --------------------- | ---------------- | --------- |
| Génesis           | 7 - 1     | F.C. Buenaventura | Roberto Suazo Cordova | 24 de septiembre | 15:30     |
| Broncos           | 1 - 0     | Inter             | Emilio Williams       | 24 de septiembre | 19:00     |
| Total de goles: 9 |           |                   |                       |                  |           |

| Jornada 7         | Jornada 7 | Jornada 7 | Jornada 7       | Jornada 7    | Jornada 7 |
| Local             | Resultado | Visitante | Estadio         | Fecha        | Hora      |
| ----------------- | --------- | --------- | --------------- | ------------ | --------- |
| F.C Buenaventura  | 0 - 3     | Broncos   | Emilio Larach   | 1 de octubre | 15:00     |
| AFFI Academia     | 0 - 0     | Génesis   | Emilio Williams | 2 de octubre | 15:00     |
| Total de goles: 3 |           |           |                 |              |           |

| Jornada 8         | Jornada 8 | Jornada 8         | Jornada 8       | Jornada 8       | Jornada 8 |
| Local             | Resultado | Visitante         | Estadio         | Fecha           | Hora      |
| ----------------- | --------- | ----------------- | --------------- | --------------- | --------- |
| Broncos           | 2 - 1     | AFFI Academia     | Emilio Williams | 7 de septiembre | 19:00     |
| Inter             | 6 - 0     | F.C. Buenaventura | Sinaí           | 19 de octubre   | 13:00     |
| Total de goles: 9 |           |                   |                 |                 |           |

| Jornada 9         | Jornada 9 | Jornada 9         | Jornada 9       | Jornada 9     | Jornada 9 |
| Local             | Resultado | Visitante         | Estadio         | Fecha         | Hora      |
| ----------------- | --------- | ----------------- | --------------- | ------------- | --------- |
| Inter             | 0 - 1     | Génesis           | Sinaí           | 16 de octubre | 13:00     |
| AFFI Academia     | 4 - 1     | F.C. Buenaventura | Emilio Williams | 16 de octubre | 15:30     |
| Total de goles: 6 |           |                   |                 |               |           |

| Jornada 10        | Jornada 10 | Jornada 10 | Jornada 10            | Jornada 10    | Jornada 10 |
| Local             | Resultado  | Visitante  | Estadio               | Fecha         | Hora       |
| ----------------- | ---------- | ---------- | --------------------- | ------------- | ---------- |
| Génesis           | 1 - 0      | Broncos    | Roberto Suazo Cordova | 22 de octubre | 15:30      |
| AFFI Academia     | 0 - 3      | Inter      | Emilio Williams       | 23 de octubre | 15:00      |
| Total de goles: 4 |            |            |                       |               |            |

## Grupo D-2
| Pos. | Equipo         | Pts. | PJ | G | E | P | GF | GC | Dif. | Clasificación    |
| ---- | -------------- | ---- | -- | - | - | - | -- | -- | ---- | ---------------- |
| 1    | Juticalpa F.C. | 24   | 10 | 7 | 3 | 0 | 19 | 4  | +15  | Octavos de final |
| 2    | Meluca F.C.    | 17   | 10 | 4 | 5 | 1 | 22 | 12 | +10  | Octavos de final |
| 3    | Arsenal Sao    | 13   | 10 | 3 | 4 | 3 | 12 | 11 | +1   | Octavos de final |
| 4    | Estrella Roja  | 10   | 10 | 2 | 4 | 4 | 11 | 18 | −7   |                  |
| 5    | San Rafael     | 7    | 10 | 0 | 7 | 3 | 8  | 17 | −9   |                  |
| 6    | Gimnástico     | 6    | 10 | 1 | 3 | 6 | 14 | 24 | −10  |                  |

Actualizado a los partidos jugados el 23 de octubre de 2022.
 Fuente: Vip Deportes

### Resultados
| Jornada 1         | Jornada 1 | Jornada 1     | Jornada 1               | Jornada 1    | Jornada 1 |
| Local             | Resultado | Visitante     | Estadio                 | Fecha        | Hora      |
| ----------------- | --------- | ------------- | ----------------------- | ------------ | --------- |
| San Rafael        | 0 - 0     | Meluca F.C.   | Maturave                | 20 de agosto | 14:00     |
| Juticalpa F.C.    | 2 - 0     | Gimnástico    | Juan Ramón Brevé Vargas | 20 de agosto | 19:00     |
| Arsenal Sao       | 1 - 0     | Estrella Roja | Francisco Gaitán Agüero | 21 de agosto | 15:30     |
| Total de goles: 3 |           |               |                         |              |           |

| Jornada 2          | Jornada 2 | Jornada 2      | Jornada 2       | Jornada 2    | Jornada 2 |
| Local              | Resultado | Visitante      | Estadio         | Fecha        | Hora      |
| ------------------ | --------- | -------------- | --------------- | ------------ | --------- |
| Gimnástico         | 2 - 2     | San Rafael     | Emilio Larach   | 26 de agosto | 19:30     |
| Meluca F.C.        | 2 - 1     | Arsenal Sao    | Cornelio Santos | 27 de agosto | 15:00     |
| Estrella Roja      | 0 - 3     | Juticalpa F.C. | Marcelo Tinoco  | 27 de agosto | 19:00     |
| Total de goles: 10 |           |                |                 |              |           |

| Jornada 3          | Jornada 3 | Jornada 3      | Jornada 3               | Jornada 3       | Jornada 3 |
| Local              | Resultado | Visitante      | Estadio                 | Fecha           | Hora      |
| ------------------ | --------- | -------------- | ----------------------- | --------------- | --------- |
| San Rafael         | 2 - 2     | Estrella Roja  | Maturave                | 3 de septiembre | 14:00     |
| Meluca F.C.        | 6 - 3     | Gimnástico     | Cornelio Santos         | 3 de septiembre | 15:00     |
| Arsenal Sao        | 1 - 1     | Juticalpa F.C. | Francisco Gaitán Agüero | 4 de septiembre | 15:30     |
| Total de goles: 15 |           |                |                         |                 |           |

| Jornada 4         | Jornada 4 | Jornada 4   | Jornada 4               | Jornada 4        | Jornada 4 |
| Local             | Resultado | Visitante   | Estadio                 | Fecha            | Hora      |
| ----------------- | --------- | ----------- | ----------------------- | ---------------- | --------- |
| Gimnástico        | 2 - 2     | Arsenal Sao | Emilio Larach           | 9 de septiembre  | 19:30     |
| Estrella Roja     | 2 - 2     | Meluca F.C. | Marcelo Tinoco          | 10 de septiembre | 19:00     |
| Juticalpa F.C.    | 1 - 0     | San Rafael  | Juan Ramón Brevé Vargas | 15 de septiembre | 19:00     |
| Total de goles: 9 |           |             |                         |                  |           |

| Jornada 5          | Jornada 5 | Jornada 5     | Jornada 5               | Jornada 5        | Jornada 5 |
| Local              | Resultado | Visitante     | Estadio                 | Fecha            | Hora      |
| ------------------ | --------- | ------------- | ----------------------- | ---------------- | --------- |
| Arsenal Sao        | 3 - 0     | San Rafael    | Francisco Gaitán Agüero | 18 de septiembre | 15:00     |
| Juticalpa F.C.     | 1 - 1     | Meluca F.C.   | Juan Ramón Brevé Vargas | 18 de septiembre | 16:00     |
| Gimnástico         | 3 - 2     | Estrella Roja | Emilio Larach           | 21 de septiembre | 19:30     |
| Total de goles: 10 |           |               |                         |                  |           |

| Jornada 6         | Jornada 6 | Jornada 6      | Jornada 6       | Jornada 6        | Jornada 6 |
| Local             | Resultado | Visitante      | Estadio         | Fecha            | Hora      |
| ----------------- | --------- | -------------- | --------------- | ---------------- | --------- |
| Estrella Roja     | 1 - 0     | Arsenal Sao    | Marcelo Tinoco  | 24 de septiembre | 19:00     |
| Meluca F.C.       | 5 - 0     | San Rafael     | Cornelio Santos | 25 de septiembre | 13        |
| Gimnástico        | 0 - 2     | Juticalpa F.C. | Emilio Larach   | 25 de septiembre | 15:00     |
| Total de goles: 8 |           |                |                 |                  |           |

| Jornada 7          | Jornada 7 | Jornada 7     | Jornada 7               | Jornada 7        | Jornada 7 |
| Local              | Resultado | Visitante     | Estadio                 | Fecha            | Hora      |
| ------------------ | --------- | ------------- | ----------------------- | ---------------- | --------- |
| Juticalpa F.C.     | 4 - 0     | Estrella Roja | Juan Ramón Brevé Vargas | 29 de septiembre | 19:00     |
| San Rafael         | 2 - 2     | Gimnástico    | Maturave                | 1 de octubre     | 14:00     |
| Arsenal Sao        | 1 - 1     | Meluca F.C.   | Francisco Gaitán Agüero | 2 de octubre     | 15:30     |
| Total de goles: 10 |           |               |                         |                  |           |

| Jornada 8         | Jornada 8 | Jornada 8   | Jornada 8               | Jornada 8    | Jornada 8 |
| Local             | Resultado | Visitante   | Estadio                 | Fecha        | Hora      |
| ----------------- | --------- | ----------- | ----------------------- | ------------ | --------- |
| Gimnástico        | 0 - 2     | Meluca F.C. | Emilio Larach           | 6 de octubre | 17:00     |
| Juticalpa F.C.    | 2 - 0     | Arsenal Sao | Juan Ramón Brevé Vargas | 7 de octubre | 19:00     |
| Estrella Roja     | 0 - 0     | San Rafael  | Marcelo Tinoco          | 8 de octubre | 19:00     |
| Total de goles: 4 |           |             |                         |              |           |

| Jornada 9         | Jornada 9 | Jornada 9      | Jornada 9               | Jornada 9     | Jornada 9 |
| Local             | Resultado | Visitante      | Estadio                 | Fecha         | Hora      |
| ----------------- | --------- | -------------- | ----------------------- | ------------- | --------- |
| San Rafael        | 1 - 1     | Juticalpa F.C. | Maturave                | 15 de octubre | 14:00     |
| Meluca F.C.       | 2 - 2     | Estrella Roja  | Cornelio Santos         | 16 de octubre | 14:00     |
| Arsenal Sao       | 2 - 1     | Gimnástico     | Francisco Gaitán Agüero | 16 de octubre | 15:30     |
| Total de goles: 9 |           |                |                         |               |           |

| Jornada 10        | Jornada 10 | Jornada 10     | Jornada 10      | Jornada 10    | Jornada 10 |
| Local             | Resultado  | Visitante      | Estadio         | Fecha         | Hora       |
| ----------------- | ---------- | -------------- | --------------- | ------------- | ---------- |
| San Rafael        | 1 - 1      | Arsenal Sao    | Maturava        | 22 de octubre | 15:00      |
| Estrella Roja     | 2 - 1      | Gimnástico     | Marcelo Tinoco  | 22 de octubre | 19:00      |
| Meluca F.C.       | 1 - 2      | Juticalpa F.C. | Cornelio Santos | 23 de octubre | 14:00      |
| Total de goles: 8 |            |                |                 |               |            |

## Fase Final
|  | Octavos de final | Octavos de final | Octavos de final | Octavos de final |   |               | Cuartos de final | Cuartos de final | Cuartos de final | Cuartos de final |  |              | Semifinales | Semifinales | Semifinales | Semifinales |  |              | Final | Final | Final | Final |  |
|  |                  |                  |                  |                  |   |               |                  |                  |                  |                  |  |              |             |             |             |             |  |              |       |       |       |       |  |
|  |                  |                  |                  |                  |   |               |                  |                  |                  |                  |  |              |             |             |             |             |  |              |       |       |       |       |  |
|  | Juticalpa FC     | 1                | 4                | 5                |   |               |                  |                  |                  |                  |  |              |             |             |             |             |  |              |       |       |       |       |  |
|  | Juticalpa FC     | 1                | 4                | 5                |   |               |                  |                  |                  |                  |  |              |             |             |             |             |  |              |       |       |       |       |  |
|  | San José Clash   | 1                | 1                | 2                |   |               |                  |                  |                  |                  |  |              |             |             |             |             |  |              |       |       |       |       |  |
|  | San José Clash   | 1                | 1                | 2                |   | Juticalpa FC  | 0                | 4                | 4                |                  |  |              |             |             |             |             |  |              |       |       |       |       |  |
|  |                  |                  |                  |                  |   | Juticalpa FC  | 0                | 4                | 4                |                  |  |              |             |             |             |             |  |              |       |       |       |       |  |
|  |                  |                  | Oro Verde        | 0                | 0 | 0             |                  |                  |                  |                  |  |              |             |             |             |             |  |              |       |       |       |       |  |
|  | Broncos          | 0                | Oro Verde        | 0                | 0 | 0             | 2                | 2                |                  |                  |  |              |             |             |             |             |  |              |       |       |       |       |  |
|  | Broncos          | 0                |                  |                  |   |               |                  |                  |                  |                  |  |              |             |             |             |             |  |              |       |       |       |       |  |
|  | Oro Verde        | 0                | 3                | 3                |   |               |                  |                  |                  |                  |  |              |             |             |             |             |  |              |       |       |       |       |  |
|  | Oro Verde        | 0                | 3                | 3                |   |               |                  |                  |                  |                  |  | Juticalpa FC | 2           | 3           | 5           |             |  |              |       |       |       |       |  |
|  |                  |                  |                  |                  |   |               |                  |                  |                  |                  |  | Juticalpa FC | 2           | 3           | 5           |             |  |              |       |       |       |       |  |
|  |                  |                  | Meluca FC        | 0                | 0 | 0             |                  |                  |                  |                  |  |              |             |             |             |             |  |              |       |       |       |       |  |
|  | Génesis          | 1                | Meluca FC        | 0                | 0 | 0             | 2                | 3                |                  |                  |  |              |             |             |             |             |  |              |       |       |       |       |  |
|  | Génesis          | 1                |                  |                  |   |               |                  |                  |                  |                  |  |              |             |             |             |             |  |              |       |       |       |       |  |
|  | Parrillas One    | 3                | 1                | 4                |   |               |                  |                  |                  |                  |  |              |             |             |             |             |  |              |       |       |       |       |  |
|  | Parrillas One    | 3                | 1                | 4                |   | Parrillas One | 2                | 0                | 2                |                  |  |              |             |             |             |             |  |              |       |       |       |       |  |
|  |                  |                  |                  |                  |   | Parrillas One | 2                | 0                | 2                |                  |  |              |             |             |             |             |  |              |       |       |       |       |  |
|  |                  |                  | Meluca FC        | 0                | 4 | 4             |                  |                  |                  |                  |  |              |             |             |             |             |  |              |       |       |       |       |  |
|  | Social Sol       | 1                | Meluca FC        | 0                | 4 | 4             | 1                | 2                |                  |                  |  |              |             |             |             |             |  |              |       |       |       |       |  |
|  | Social Sol       | 1                |                  |                  |   |               |                  |                  |                  |                  |  |              |             |             |             |             |  |              |       |       |       |       |  |
|  | Meluca FC        | 3                | 2                | 5                |   |               |                  |                  |                  |                  |  |              |             |             |             |             |  |              |       |       |       |       |  |
|  | Meluca FC        | 3                | 2                | 5                |   |               |                  |                  |                  |                  |  |              |             |             |             |             |  | Juticalpa FC | 2     | 3     | 5     |       |  |
|  |                  |                  |                  |                  |   |               |                  |                  |                  |                  |  |              |             |             |             |             |  | Juticalpa FC | 2     | 3     | 5     |       |  |
|  |                  |                  | Real Juventud    | 0                | 2 | 2             |                  |                  |                  |                  |  |              |             |             |             |             |  |              |       |       |       |       |  |
|  | Lone FC          | 0                | Real Juventud    | 0                | 2 | 2             | 3                | 3                |                  |                  |  |              |             |             |             |             |  |              |       |       |       |       |  |
|  | Lone FC          | 0                |                  |                  |   |               |                  |                  |                  |                  |  |              |             |             |             |             |  |              |       |       |       |       |  |
|  | Inter            | 2                | 2                | 4                |   |               |                  |                  |                  |                  |  |              |             |             |             |             |  |              |       |       |       |       |  |
|  | Inter            | 2                | 2                | 4                |   | Inter         | 4                | 1                | 5                |                  |  |              |             |             |             |             |  |              |       |       |       |       |  |
|  |                  |                  |                  |                  |   | Inter         | 4                | 1                | 5                |                  |  |              |             |             |             |             |  |              |       |       |       |       |  |
|  |                  |                  | San Juan         | 0                | 2 | 2             |                  |                  |                  |                  |  |              |             |             |             |             |  |              |       |       |       |       |  |
|  | Sabá FC          | 1                | San Juan         | 0                | 2 | 2             | 1                | 2                |                  |                  |  |              |             |             |             |             |  |              |       |       |       |       |  |
|  | Sabá FC          | 1                |                  |                  |   |               |                  |                  |                  |                  |  |              |             |             |             |             |  |              |       |       |       |       |  |
|  | San Juan         | 3                | 1                | 4                |   |               |                  |                  |                  |                  |  |              |             |             |             |             |  |              |       |       |       |       |  |
|  | San Juan         | 3                | 1                | 4                |   |               |                  |                  |                  |                  |  | Inter        | 1           | 2           | 3           |             |  |              |       |       |       |       |  |
|  |                  |                  |                  |                  |   |               |                  |                  |                  |                  |  | Inter        | 1           | 2           | 3           |             |  |              |       |       |       |       |  |
|  |                  |                  | Real Juventud    | 5                | 0 | 5             |                  |                  |                  |                  |  |              |             |             |             |             |  |              |       |       |       |       |  |
|  | Santa Rosa FC    | 1                | Real Juventud    | 5                | 0 | 5             | 3                | 4                |                  |                  |  |              |             |             |             |             |  |              |       |       |       |       |  |
|  | Santa Rosa FC    | 1                |                  |                  |   |               |                  |                  |                  |                  |  |              |             |             |             |             |  |              |       |       |       |       |  |
|  | Arsenal Sao      | 1                | 1                | 2                |   |               |                  |                  |                  |                  |  |              |             |             |             |             |  |              |       |       |       |       |  |
|  | Arsenal Sao      | 1                | 1                | 2                |   | Santa Rosa FC | 1                | 1                | 2                |                  |  |              |             |             |             |             |  |              |       |       |       |       |  |
|  |                  |                  |                  |                  |   | Santa Rosa FC | 1                | 1                | 2                |                  |  |              |             |             |             |             |  |              |       |       |       |       |  |
|  |                  |                  | Real Juventud    | 3                | 2 | 5             |                  |                  |                  |                  |  |              |             |             |             |             |  |              |       |       |       |       |  |
|  | Real Juventud    | 2                | Real Juventud    | 3                | 2 | 5             | 2                | 4                |                  |                  |  |              |             |             |             |             |  |              |       |       |       |       |  |
|  | Real Juventud    | 2                |                  |                  |   |               |                  |                  |                  |                  |  |              |             |             |             |             |  |              |       |       |       |       |  |
|  | Platense         | 0                | 2                | 2                |   |               |                  |                  |                  |                  |  |              |             |             |             |             |  |              |       |       |       |       |  |
|  | Platense         | 0                | 2                | 2                |   |               |                  |                  |                  |                  |  |              |             |             |             |             |  |              |       |       |       |       |  |
|  |                  |                  |                  |                  |   |               |                  |                  |                  |                  |  |              |             |             |             |             |  |              |       |       |       |       |  |

### Octavos de final
| 30 de octubre de 2022, 15:00 | San José Clash | 1:1 (1:0) | Juticalpa | Estadio Carlos Calderón, San Juan Pueblo,La Masica. |  |
|                              |                |           |           | Árbitro(s): Yoni Sanchez                            |  |

| 4 de noviembre de 2022, 19:00 | Juticalpa | 4:1 (1:1) | San José Clash | Estadio Juan Ramón Brevé Vargas, Juticalpa. |  |
|                               |           |           |                | Árbitro(s): Yoni Sanchez                    |  |

| 30 de octubre de 2022, 15:00 | Oro Verde | 0:0 | Broncos | Estadio Leonel Espinoza, Santa Rita. |  |
|                              |           |     |         | Árbitro(s): Hector Peralta           |  |

| 5 de noviembre de 2022, 19:00 | Broncos | 2:3 (1:1) | Oro Verde | Estadio Emilio Williams, Choluteca. |  |
|                               |         |           |           | Árbitro(s): Hector Peralta          |  |

| 30 de octubre de 2022, 15:00 | Parrillas One                                            | 3:1 (1:0) | Génesis              | Estadio Parrillas One, La Lima. |                              |
|                              | Carlos Zelaya 27' · Yoel Castillo 85' · Jerrick Díaz 89' |           | 50' Alexander Bidden | Árbitro(s): Wilmer Maradiaga    | Árbitro(s): Wilmer Maradiaga |

| 5 de noviembre de 2022, 15:30 | Génesis                    | 2:1 (2:0) | Parrillas One    | Estadio Roberto Suazo Cordova, La Paz. |                              |
|                               | Osman Rodriguez 30', 45+2' |           | 70' Jerrick Díaz | Árbitro(s): Wilmer Maradiaga           | Árbitro(s): Wilmer Maradiaga |

| 30 de octubre de 2022, 14:00 | Meluca | 3:2 (3:1) | Social Sol | Estadio Cornelio Santos, Campamento. |  |
|                              |        |           |            | Árbitro(s): Julio Güity              |  |

| 5 de noviembre de 2022, 15:00 | Social Sol | 1:2 (1:1) | Meluca | Estadio San Jorge, Olanchito. |  |
|                               |            |           |        | Árbitro(s): Julio Güity       |  |

| 30 de octubre de 2022, 13:00 | Inter | 2:0 (1:0) | Lone FC | Estadio Sinaí, El Triunfo. |  |
|                              |       |           |         | Árbitro(s): Marvin Fajardo |  |

| 4 de noviembre de 2022, 19:30 | Lone FC | 3:2 (2:1) | Inter | Estadio Rúben Deras, Choloma. |  |
|                               |         |           |       | Árbitro(s): Marvin Fajardo    |  |

| 29 de octubre de 2022, 19:30 | San Juan | 3:1 (1:1) | Sabá FC | Estadio Domingo Ortega, Quimistán. |  |
|                              |          |           |         | Árbitro(s): James Salinas          |  |

| 5 de noviembre de 2022, 14:30 | Sabá FC | 1:1 (0:0) | San Juan | Estadio Municipal de Sabá, Sabá. |  |
|                               |         |           |          | Árbitro(s): James Salinas        |  |

| 30 de octubre de 2022, 15:00 | Arsenal Sao | 1:1 (1:0) | Santa Rosa FC | Estadio Francisco Gaitán Agüero, Cantarranas. |  |
|                              |             |           |               | Árbitro(s): Juan Carlos Carías                |  |

| 5 de noviembre de 2022, 15:00 | Santa Rosa FC | 3:1 (1:1) | Arsenal Sao | Estadio Masiqueño, La Masica.  |  |
|                               |               |           |             | Árbitro(s): Juan Carlos Carías |  |

| 30 de octubre de 2022, 15:00 | Platense | 0:2 (0:1) | Real Juventud | Estadio Excelsior, Puerto Cortés. |  |
|                              |          |           |               | Árbitro(s): Selvin Brown          |  |

| 4 de noviembre de 2022, 19:30 | Real Juventud | 2:2 (1:0) | Platense | Estadio Argelio Sabillón, Santa Bárbara. |  |
|                               |               |           |          | Árbitro(s): Selvin Brown                 |  |

### Cuartos de final
| 13 de noviembre de 2022, 15:00 | Oro Verde | 0:0 | Juticalpa | Estadio Leonel Espinoza, Santa Rita. |  |
|                                |           |     |           | Árbitro(s):                          |  |

| 19 de noviembre de 2022, 19:00 | Juticalpa | 4:0 (1:0) | Oro Verde | Estadio Juan Ramón Brevé Vargas, Juticalpa. |  |
|                                |           |           |           | Árbitro(s): Yoni Sanchez                    |  |

| 13 de noviembre de 2022, 15:00 | Parrillas One            | 2:0 (0:0) | Meluca | Estadio Parrillas One, La Lima. |             |
|                                | Mosquera 58' J. Diaz 60' |           |        | Árbitro(s):                     | Árbitro(s): |

| 20 de noviembre de 2022, 14:00 | Meluca                                               | 4:0 (2:0) | Parrillas One | Estadio Cornelio Santos, Campamento. |                            |
|                                | R. Benitez 19', 81' · S. Torres 21' · K. Ordoñez 46' |           |               | Árbitro(s): Hector Peralta           | Árbitro(s): Hector Peralta |

| 13 de noviembre de 2022, 13:00 | Inter | 4:0 (1:0) | San Juan | Estadio Sinaí, El Triunfo. |  |
|                                |       |           |          | Árbitro(s):                |  |

| 19 de noviembre de 2022, 20:00 | San Juan | 2:1 (1:1) | Inter | Estadio Domingo Ortega, Quimistán. |  |
|                                |          |           |       | Árbitro(s): Wilmer Maradiaga       |  |

| 13 de noviembre de 2022, 19:30 | Real Juventud | 3:1 (1:0) | Santa Rosa FC | Estadio Argelio Sabillón, Santa Bárbara. |  |
|                                |               |           |               | Árbitro(s):                              |  |

| 20 de noviembre de 2022, 13:00 | Santa Rosa | 1:2 (1:0) | Real Juventud | Estadio Masiqueño, La Masica. |  |
|                                |            |           |               | Árbitro(s):                   |  |

### Semifinales
| 27 de noviembre de 2022, 14:00 | Meluca FC | 0:2 (0:1) | Juticalpa                       | Estadio Cornelio Santos, Campamento. |                              |
|                                |           |           | 31' G. Welcome · 90' N. Sauceda | Árbitro(s): Melvin Matamoros         | Árbitro(s): Melvin Matamoros |

| 3 de diciembre de 2022, 19:00 | Juticalpa                                          | 3:0 (1:0) (Global 5:0) | Meluca FC | Estadio Juan Ramón Brevé, Juticalpa. |             |
|                               | R. Montoya 33' · G. Welcome 58' · C. Gutierrez 67' |                        |           | Árbitro(s):                          | Árbitro(s): |

| 25 de noviembre de 2022, 19:30 | Real Juventud                                    | 5:1 (2:1) | Inter       | Estadio Argelio Sabillón, Santa Bárbara. |                              |
|                                | Castillo 27', 45+4' · Randy 63' · Avila 67', 87' |           | 7' Martinez | Árbitro(s): Melvin Matamoros             | Árbitro(s): Melvin Matamoros |

| 4 de diciembre de 2022, 13:00 | Inter                             | 2:0 (2:0) | Real Juventud | Estadio Sinaí, El Triunfo.   |                              |
|                               | D. Hurtado 32' (pen.), 35' (pen.) |           |               | Árbitro(s): Melvin Matamoros | Árbitro(s): Melvin Matamoros |

### Final
| 10 de diciembre de 2022, 1o:00 | Juticalpa                                | 2:0 (1:0) | Real Juventud | Estadio Juan Ramón Brevé, Juticalpa. |                          |
|                                | G. Welcome 31' (pen.) · C. Gutierrez 90' |           |               | Árbitro(s): Selvin Brown             | Árbitro(s): Selvin Brown |

| 16 de diciembre de 2022, 19:30 | Real Juventud                 | 2:3 (0:1) (Global 2:5) | Juticalpa                           | Estadio Argelio Sabillón, Santa Bárbara. |                               |
|                                | Avila 49' · C. Dos Santos 83' |                        | 8', 86' C. Gutierrez · 79' Chavasco | Árbitro(s): Jefferson Escobar            | Árbitro(s): Jefferson Escobar |

|                              |
| Campeón Juticalpa 4.° título |